# Scaphaphorura
Scaphaphorura är ett släkte av urinsekter. Scaphaphorura ingår i familjen blekhoppstjärtar.
Släktet innehåller bara arten Scaphaphorura arenaria.